# Koshantschikovius bifidus
Koshantschikovius bifidus är en skalbaggsart som beskrevs av S. Endrödi 1967. Koshantschikovius bifidus ingår i släktet Koshantschikovius och familjen Aphodiidae. Inga underarter finns listade i Catalogue of Life.